# El pont de Varsòvia
El pont de Varsòvia és una pel·lícula catalana, dirigida per Pere Portabella el 1989, relacionada amb la llegenda urbana del submarinista calcinat.

## Argument
Una professora (Carme Elías) i un director d'orquestra (Francisco Guijar) coincideixen en un cocktail d'alt nivell amb un escriptor (Jordi Dauder) que ha guanyat un important premi literari gràcies al seu llibre El pont de Varsòvia. Un periodista pregunta a l'escriptor de què va la seva novel·la, però com aquest no sap què respondre, decideix fer una lectura completa.
La història està oberta entre tres persones de diferents professions i amb relacions afectives compartides, interrompuda per un fet fortuït: el submarinista calcinat que s'acaba de trobar en un bosc cremat.

## Repartiment
- Carme Elias: 	Professora
- Francisco Guijar
- Jordi Dauder: 	Escriptor
- Josep Maria Pou: 	Editor
- Ona Planas: 	Filla
- Francesc Orella: 	Professor
- Pep Ferrer
- Jaume Comas
- La Fura dels Baus:
- Ricard Borràs
- Joaquim Llovet:
- Ferran Rañé: 	Executiu

## Premis

### Premis Sant Jordi de Cinema
| Any  | Categoria             | Actor        | Resultat  |
| ---- | --------------------- | ------------ | --------- |
| 1990 | Millor actor espanyol | Jordi Dauder | Guanyador |

- Premis de Cinematografia de la Generalitat de Catalunya a la millor actriu (Carme Elías).